# 维戈-迪法萨
维戈-迪法萨（義大利語：Vigo di Fassa），是意大利特伦托自治省的一个市镇。总面积26平方公里，人口1167人，人口密度44.9人/平方公里（2009年）。ISTAT代码为022217。

## 友好城市
- 德国内卡河畔雷姆塞克